# هایدی سانتاماریا

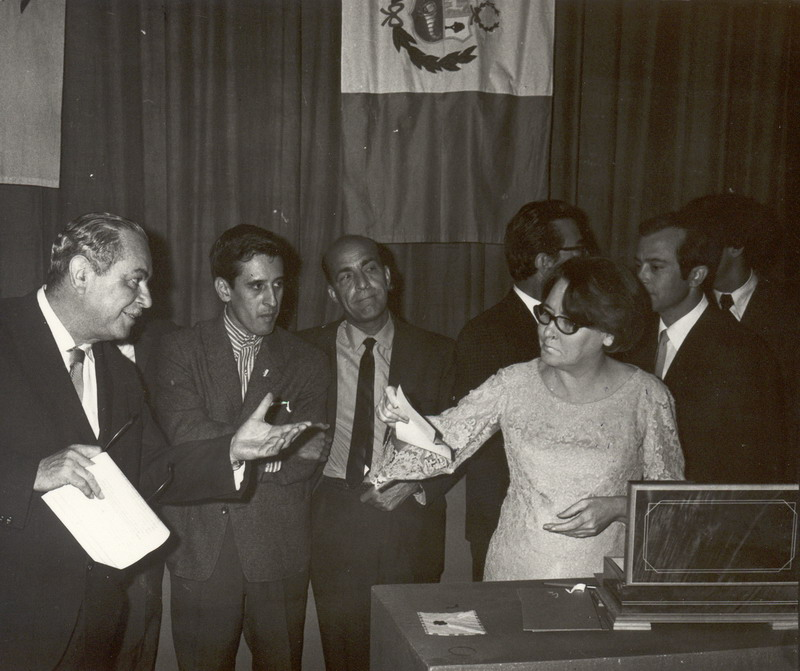
مع المجموعة الأدبية الكوبية ، كاسا دي لاس الأمريكتين

كانت هايدي سانتاماريا كوادرادو (30 ديسمبر 1922 - 28 يوليو 1980) ثورية وسياسية كوبية ، واعتبرت بطلة في كوبا ما بعد الثورة. شاركت في الهجوم على معسکر مونكادا في سانتياغو في 26 يوليو 1953 وتم سجنها بسببه مع ميلبا هيرنانديز. كانت عضو مؤسس في اللجنة المركزية الحزب الشيوعي الكوبي و واحدة من النساء الاوائل اللواتي انضممن إلى PCC. حافظت على مكانة عالية في قيادتها طوال حياتها بعد أن شاركت في الهجوم على معسکر مونكادا. أصبحت هايدي سانتاماريا من بين مجموعة صغيرة نسبيًا من الناس الذين شاركوا في كل مرحلة من مراحل الثورة الكوبية ، منذ بدايتها وحتى ثمارها.

## حياة سابقة
ولدت هايدي سانتاماريا في عائلة اسبانیة من المهاجرین جواكينا كوادرادو وأبل بينينيو سانتاماريا في 30 ديسمبر 1922 في إنكروسيجادا الکوبیة التي تقع فیها مصفاة كونستانسيا للسکر. وهي کانت الأكبر من بين خمسة أطفال العائلة. هي وإخوتها آیدا، وهابيل ، وألدو ، وآدا نشأت في عائلة برجوازية صغيرة هاجرت من جليقية بإسبانيا إلى كوبا في المنطقة التي كانت تعرف سابقًا باسم مقاطعة لاس فيلاز. حضرت المدرسة فقط حتى الصف السادس ، وهذا ماکان أمر غریب بسبب الفقر والعادات المتعلقة بالجنس إلا أنها كررت الصف السادس 3-4 مرات قبل أن تغادر المدرسة، مبينة تقديرًا للقراءة والتعلم. في المدرسة ، تعرفت على كتاب مهمين ، من بينهم خوسيه مارتي- شخصية مهمة في الأدب الكوبي ورمز وطني للاستقلال.
بعد محاولتها لتصبح ممرضة والعمل كمدرس لفترة قصيرة، تمكنت هايدي سانتاماريا من ترك تقالید عائلتها المحافظة، وانضمت إلى شقيقها ، آبیل سانتاماریا ، في هافانا ، كوبا في أوائل الخمسينيات. في هافانا في هذا الوقت بدأت في لقاء رفاق هابيل ، وعلى رأسهم فيدل كاسترو. كانت هايدي سانتاماريا وميلبا هيرنانديز هما المرأتان الوحيدتان اللتان شاركتا بشكل مباشر في الهجوم على معسکر مونكادا في 26 يوليو 1953. أدوارها خلال 26 تموز 1953 وقبلها وبعدها منها تسلیم الأسلحة ونقلها، المشاركة في التنظيم الثوري لحركة 26 يوليو فضلا عن المساعدة في تجميع الانتفاضة المدنیة في 30 نوفمبر 1956 في سانتياغو دي كوبا إلى جانب فرانك بايز و سيليا سانشيز.

## وصلات خارجية
- Haydée Santamaría Cuadrado (Encyclopædia Britannica)
- Article on cubanet.org